# Zora sourit
Singles de Céline Dion
Immortality
(1998) S'il suffisait d'aimer
(1998)
Pistes de S'il suffisait d'aimer
Je crois toi On ne change pas
Zora Sourit est le titre d'une chanson de Céline Dion, premier single tiré de l'album S'il suffisait d'aimer sorti en 1998. Céline Dion a commencé à interpréter ce titre durant la tournée Let's talk about love world tour.  

## Informations générales
Cette chanson est dédiée aux femmes algériennes. D'ailleurs, Céline Dion dit à ce propos : « Pour moi, Zora représente, non seulement l'Algérie, mais toutes les femmes de tous ces pays qui n'ont pas la chance d'être libres et d'être heureuses ».

## Clip
Dans le clip de la chanson Céline Dion n'apparaît que rarement. Des plans de l'artiste ont été pris alors que celle-ci se trouvait chez elle en Floride. Le clip montre, par ailleurs, Zora marchant dans la rue, tantôt souriante, tantôt agressée. Des femmes algériennes sont montrées dans ce clip qui leur est dédié. À la fin, Zora envoie un colis postal pour l'Algérie. Le tournage a eu lieu à Aubervilliers en Seine-Saint-Denis, même si le clip laisse penser que celui-ci a été tourné à Marseille (Bouches du Rhône) . 

## Où trouver ce titre
Cette chanson figure dans les albums suivants :
| Année | Support                       | Référence       |
| ----- | ----------------------------- | --------------- |
| 1998. | K7 S'il suffisait d'aimer     | COL 491 859-4   |
| 1998. | CD S'il suffisait d'aimer     | COL 491 859-2   |
| 1998. | CD hors commerce 1 titre      | SAMPCS 5901     |
| 1998. | CD 2 titres                   | COL 666 434-1   |
| 1998. | Maxi CD 3 titres              | COL 666 434-2   |
| 2005. | 3 CD + DVD "On ne change pas" | COL 82876740692 |
| 2005. | 2 CD + DVD "On ne change pas" | COL 82876726222 |
| 2005. | 2 CD "On ne change pas"       | COL 82876726212 |

## Classements
Vente  Mondial: 250 000
| Pays              | Meilleure position | Certification | Vente   |
| ----------------- | ------------------ | ------------- | ------- |
| Belgique Wallonie | 48                 | Or            | 25 000  |
| France            | 20                 | Or            | 125 000 |
| Pays-Bas          | 67                 |               | #       |
| Suisse            | 25                 |               | #       |